# Neung-sur-Beuvron
Neung-sur-Beuvron é uma comuna francesa na região administrativa do Centro, no departamento Loir-et-Cher. Estende-se por uma área de 64 km². Em 2010 a comuna tinha 1 251 habitantes (densidade: 19,5 hab./km²).
Era conhecida como Novioduno Biturigo (em latim: Noviodunum Biturigum) durante o período romano.